# Монастырские процессы в нацистской Германии
Под термином «монастырские процессы» (нем. Klosterprozesse) принято понимать череду судебных преследований в нацистской Германии католических священников, монахов и мирян, по обвинению в «противоестественном блуде между мужчинами».
Первые процессы в связи с обвинениями в гомосексуальных контактах в католической церкви начались в 1935 году. После некоторой паузы в июле 1936 года череда процессов продолжилась в апреле 1937 года, после опубликования папской энциклики «Mit brennender Sorge». Своего наивысшего пункта репрессии в католической церкви достигли в 1938 году, когда несколько тысяч католических священников и монахов были арестованы и осуждены на массовых показательных процессах.
Гестапо использовало данные процессы, широко освещавшиеся в нацистской прессе, в своих пропагандистских целях. Народная судебная палата приговорила к смертной казни по обвинению в «ослаблении обороны» (Wehrkraftzersetzung) за политический анекдот священника Йозефа Мюллера, который был казнён на гильотине.